# Углянская сельская община
Углянская сельская общи́на (укр. Углянська сільська громада) — территориальная община в Тячевском районе Закарпатской области Украины.
Административный центр — село Угля.
Население составляет 10 665 человек. Площадь — 146,5 км².

## Населённые пункты
В состав общины входит 6 сёл:
- Угля
- Бобовое
- Груники
- Малая Уголька
- Великая Уголька
- Колодное